# 25457 Mariannamao
A 25457 Mariannamao (ideiglenes jelöléssel 1999 XH13) a Naprendszer kisbolygóövében található aszteroida. A LINEAR projekt keretében fedezték fel 1999. december 5-én.